# Første princip
 Der er for få eller ingen kildehenvisninger i denne artikel, hvilket er et problem. Du kan hjælpe ved at angive troværdige kilder til de påstande, som fremføres i artiklen.

Et første princip er en grundlæggende, selvindlysende proposition eller antagelse, der ikke kan deduceres fra nogen anden proposition eller antagelse.
Indenfor filosofi spiller første principper en stor rolle i aristotelismen og en nuanceret version af første principper benævnes af kantianere som postulater.
Indenfor matematikken omtales første principper som aksiomer og postulater.
Indenfor fysikken og andre videnskaber siges et teoretisk værk at være fra første principper, eller ab initio, hvis det starter direkte på den etablerede videnskabs niveau og ikke laver antagelser såsom en empirisk model eller passende parametre.